# Силом отац
Силом отац је југословенски филм из 1969. године. Режирала га је Соја Јовановић која је написала и сценарио заједно са Бориславом Михајловићем, по делу Бранислава Нушића Обичан човек.

## Кратак садржај
Младог песника Жарка прогони полиција због објављивања антирежимске песме, песник одлази код школског друга Душана. Код њега у кући се осећа безбедно нарочито јер је представљен под лажним именом њиховог школског пријатеља Влајка Мицића. Између њега и сестре његовог друга Зорице долази до љубави. Тешкоће настају када се Зорици свиде Жаркове песме, а он није у могућности да јој ода свој прави идентитет.

Родитељи примећују љубав и кришом позивају у госте Јованчу Мицића, оца правог Влајка. Знајући да му је син у трговини, чуди се позиву, али пристаје доћи. После низа комичних ситуација, Јованча на силу постаје отац Жарку.
Заплет се све више компликује. Настају комичне ситуације. На крају се све добро завршава и открива се ко је чија жена и ко је коме отац.

## Улоге
| Глумац                  | Улога                |
| ----------------------- | -------------------- |
| Миодраг Петровић Чкаља  | Јованче Мицић        |
| Драгутин Добричанин     | Арса Милићевић       |
| Михајло Бата Паскаљевић | Вићентије Дамњановић |
| Миодраг Милованов       | Жарко                |
| Мирјана Николић         | Арсина кћи Зорица    |
| Милутин Мићовић         | Арсин син Душан      |
| Ана Красојевић          | Арсина жена          |
| Радмила Гутеша          | Жаркова мајка Софија |
| Дара Чаленић            | Јулишка              |
| Љуба Тадић              | Алекса Жуњић         |
| Мира Бањац              | Перса Мицић          |
| Чедомир Петровић        | Влајко               |

## Гласови
- Јелисавета Сабљић - Арсина кћи Зорица
- Властимир Ђуза Стојиљковић - Арсин син Алекса